# Уравнение теплопроводности

Пример численного решения уравнения теплопроводности. Цветом и высотой поверхности передана температура данной точки.

Уравнение теплопроводности — дифференциальное уравнение в частных производных второго порядка, которое описывает распределение температуры в заданной области пространства и ее изменение во времени.

## Вид уравнения
В пространстве с произвольной системой координат {\displaystyle \mathbf {r} =(r_{1},\ldots ,r_{n})} уравнение теплопроводности имеет вид
| {\displaystyle {\frac {\partial u}{\partial t}}-a^{2}\Delta u=f(\mathbf {r} ,t),} |
где {\displaystyle a} — положительная константа (число {\displaystyle a^{2}} является коэффициентом температуропроводности), 
{\displaystyle \Delta =\nabla ^{2}} — оператор Лапласа и {\displaystyle f(\mathbf {r} ,t)} — функция тепловых источников. Искомая функция {\displaystyle u=u(\mathbf {r} ,t)} задает температуру в точке с координатами {\displaystyle \mathbf {r} } в момент времени {\displaystyle t}.
Данное уравнение можно объяснить следующим образом. Скорость изменения температуры во времени пропорциональна кривизне распределения температуры по пространству (второй производной). Иными словами, чем выше кривизна "горбов" температуры в теле (чем более острые "горбы"), тем быстрее в этих местах идёт выравнивание температуры.
В пространстве с декартовыми координатами {\displaystyle x=(x_{1},\ldots ,x_{n})} уравнение теплопроводности принимает вид
| {\displaystyle {\frac {\partial u}{\partial t}}-a^{2}\left({\frac {\partial ^{2}u}{\partial x_{1}^{2}}}+{\frac {\partial ^{2}u}{\partial x_{2}^{2}}}+\cdots +{\frac {\partial ^{2}u}{\partial x_{n}^{2}}}\right)=f(x,t).} |
Уравнение теплопроводности называется однородным, если {\displaystyle f(x,t)\equiv 0}, т.е. внутри системы нет источников и "стоков" тепла.

## Задача Коши для уравнения теплопроводности

### Однородное уравнение
Рассмотрим задачу Коши для однородного уравнения теплопроводности:
| {\displaystyle {\begin{array}{l}\displaystyle {\frac {\partial u}{\partial t}}-a^{2}\Delta u=0,\quad x\in \mathbb {R} ^{n},\;t>0,\\{}\qquad u(x,\;0)=\varphi (x),\quad x\in \mathbb {R} ^{n},\\\end{array}}} |

где {\displaystyle \varphi (x)} — начальная функция, непрерывная и ограниченная на всём пространстве, и искомая функция {\displaystyle u=u(x,t)} является непрерывной и ограниченной при {\displaystyle t\geqslant 0} и всех значениях аргумента {\displaystyle x}.
Для однородной задачи Коши имеют место следующие свойства:
- Принцип максимума (теорема о максимуме и минимуме): Решение однородной задачи Коши удовлетворяет неравенствам {\displaystyle \inf \varphi \leqslant u(x,t)\leqslant \sup \varphi } при всех {\displaystyle x\in \mathbb {R} ^{n}} и {\displaystyle t>0}.[3]
- Теорема существования и единственности: Для любого {\displaystyle T>0} решение однородной задачи Коши существует, единственно и непрерывно зависит от начальной функции {\displaystyle \varphi (x)} в полосе {\displaystyle S=\{(x,t)\mid 0\leqslant t\leqslant T,\ x\in \mathbb {R} ^{n}\}}. Другими словами, данная задача Коши является корректно поставленной[4].
- Ядром уравнения теплопроводности называется решение задачи Коши для однородного уравнения теплопроводности с начальным условием {\displaystyle \varphi (x)=\delta (x)}, где {\displaystyle \delta (x)} — дельта-функция Дирака. Оно имеет вид:

{\displaystyle \Phi (x,t)={\frac {1}{(2a{\sqrt {\pi t}})^{n}}}\exp {\biggl (}-{\frac {|x|^{2}}{4a^{2}t}}{\biggr )},\ \ x\in \mathbb {R} ^{n},\ t>0.}
где {\displaystyle |x|^{2}=x_{1}^{2}+\cdots +x_{n}^{2}} — стандартный скалярный квадрат вектора {\displaystyle x\in \mathbb {R} ^{n}}. Иногда ядро уравнения теплопроводности называют также его фундаментальным решением, хотя чаще всего под фундаментальным решением понимается функция, которая получается из ядра умножением на функцию Хевисайда.
- Совпадение формулы для ядра уравнения теплопроводности с плотностью нормального распределения с нулевым математическим ожиданием и дисперсией, пропорциональной {\displaystyle a^{2}t}, не случайно. Оно объясняется тем, что перенос тепла связан с броуновским движением частиц, которое математически описывается с помощью винеровского случайного процесса.
- Интеграл Пуассона: В пространстве с декартовыми координатами решение однородной задачи Коши задается в виде интегральной формулы, называемой интегралом Пуассона. Именно, {\displaystyle u(x,t)} при всех {\displaystyle t>0} есть свёртка по пространственной переменной {\displaystyle x} ядра с начальной функцией:

{\displaystyle u(x,t)=\int \limits _{\mathbf {R} ^{n}}\Phi (x-y,t)\,\varphi (y)\,dy={\frac {1}{(2a{\sqrt {\pi t}})^{n}}}\int \limits _{\mathbf {R} ^{n}}\exp {\biggl (}-{\frac {|x-y|^{2}}{4a^{2}t}}{\biggr )}\,\varphi (y)\,dy.}
- Интеграл Пуассона задает единственное непрерывное и ограниченное решение данной задачи Коши (отметим, что неограниченных решений существует бесконечно много).
- Физический парадокс: из формулы Пуассона следует, что если начальная функция {\displaystyle \varphi } равна нулю всюду, за исключением некоторой ограниченной области, например, заданной условием {\displaystyle |x|<\epsilon }, в которой она положительна, то через сколь угодно малый промежуток времени {\displaystyle t>0} решение {\displaystyle u(x,t)} будет строго положительным во всех точках пространства, со сколь угодно большими значениями {\displaystyle |x|}. Отсюда следует парадоксальное с физической точки зрения утверждение, что тепло распространяется с бесконечной скоростью. Объяснение парадокса состоит в том, что уравнение теплопроводности не вполне точно описывает реальный физический процесс распространения тепла. Практика показывает, что в большинстве случаев это уравнение всё же даёт достаточно хорошее приближение[2].

### Неоднородное уравнение
Рассмотрим задачу Коши для неоднородного уравнения теплопроводности:
| {\displaystyle {\begin{array}{l}\displaystyle {\frac {\partial u}{\partial t}}-a^{2}\Delta u=f(x,t),\quad x\in \mathbb {R} ^{n},\;t>0,\\{}\qquad u(x,\;0)=\varphi (x),\quad x\in \mathbb {R} ^{n}.\\\end{array}}} |

В этом случае интеграл Пуассона имеет вид:
{\displaystyle u(x,t)={\frac {1}{(2a{\sqrt {\pi t}})^{n}}}\int \limits _{\mathbf {R} ^{n}}\exp {\biggl (}-{\frac {|x-y|^{2}}{4a^{2}t}}{\biggr )}\,\varphi (y)\,dy+}
{\displaystyle +\int \limits _{0}^{t}\int \limits _{\mathbf {R} ^{n}}{\frac {1}{(2a{\sqrt {\pi (t-s)}})^{n}}}\exp {\biggl (}-{\frac {|x-y|^{2}}{4a^{2}(t-s)}}{\biggr )}\,f(y,s)\,dy\,ds.}

## Одномерное уравнение теплопроводности
Для случая одной пространственной переменной x (задача о нагревании или охлаждении стержня) уравнение теплопроводности принимает вид
{\displaystyle u_{t}-a^{2}u_{xx}=0.}
Для этого уравнения можно ставить и решать различные краевые задачи, один из методов решения которых предложен французским математиком Фурье и носит его имя

### Метод разделения переменных (Метод Фурье)

#### Однородное уравнение теплопроводности с однородными граничными условиями
Рассмотрим следующую задачу:
| {\displaystyle {\begin{array}{l}u_{t}=a^{2}u_{xx},\quad 0<x<l,\;0<t\leqslant T\\u(x,\;0)=\varphi (x);\quad 0\leqslant x\leqslant l\\\left.{\begin{array}{l}u(0,\;t)=0,\\u(l,\;t)=0.\\\end{array}}\right\}\quad 0\leqslant t\leqslant T\\\end{array}}} |

Требуется найти функцию {\displaystyle u(x,\;t)} для {\displaystyle \forall (x,\;t):0\leqslant x\leqslant l,\;0\leqslant t\leqslant T}.
Представим искомую функцию в виде произведения
{\displaystyle u(x,\;t)=X(x)T(t).}
Затем предполагаемую форму решения подставим в исходное уравнение, получим
{\displaystyle X(x)T'(t)=a^{2}X''(x)T(t).}
Разделим выражение на {\displaystyle a^{2}X(x)T(t)}:
{\displaystyle {\frac {1}{a^{2}}}{\frac {T'(t)}{T(t)}}={\frac {X''(x)}{X(x)}}=-\lambda ,\;\lambda =\mathrm {const} .}
Так как в левой части уравнения у нас находится функция зависящая только от {\displaystyle t}, а в правой — только от {\displaystyle x}, то, фиксируя любое значение {\displaystyle x} в правой части, получаем, что для любого {\displaystyle t} значение левой части уравнения постоянно. Таким же образом можно убедиться, что и правая часть постоянна, то есть равна некой константе {\displaystyle -\lambda } (минус взят для удобства). Таким образом, мы получаем два обыкновенных линейных дифференциальных уравнения:
{\displaystyle {\begin{array}{l}X''(x)+\lambda X(x)=0,\\T'(t)+a^{2}\lambda T(t)=0.\end{array}}}
Обратим внимание на граничные условия исходной задачи и подставим в них предполагаемый вид уравнения, получим:
{\displaystyle {\begin{array}{l}u(0,\;t)=X(0)T(t)=0,\\u(l,\;t)=X(l)T(t)=0,\end{array}}}
откуда {\displaystyle X(0)=X(l)=0} ({\displaystyle T(t)\neq 0}, так как в противном случае мы имели бы решение {\displaystyle u(x,\;t)=0}, а мы ищем только нетривиальные решения).
С учетом полученных граничных условий мы получаем задачу Штурма — Лиувилля:
{\displaystyle {\begin{array}{l}X''(x)+\lambda X(x)=0;\\X(0)=0,\\X(l)=0.\\\end{array}}}
Её решение сводится к решению линейного дифференциального уравнения и рассмотрению трёх случаев:
1. {\displaystyle \lambda <0.}
В этом случае общий вид решения будет следующим:
{\displaystyle X(x)=C_{1}e^{{\sqrt {-\lambda }}x}+C_{2}e^{-{\sqrt {-\lambda }}x}.}
Подставив граничные условия, мы убедимся, что решение будет {\displaystyle X(x)\equiv 0}, а мы ищем только нетривиальные решения, следовательно, этот случай не подходит.
2. {\displaystyle \lambda =0.}
Общий вид решения
{\displaystyle X(x)=C_{1}x+C_{2}.}
Несложно убедиться, что этот вариант нам также не подходит.
3. {\displaystyle \lambda >0.}
Общий вид решения
{\displaystyle X(x)=C_{1}\cos({\sqrt {\lambda }}x)+C_{2}\sin({\sqrt {\lambda }}x).}
Подставим граничные условия:
{\displaystyle {\begin{array}{l}X(0)=C_{1}=0,\\X(l)=C_{2}\sin({\sqrt {\lambda }}l)=0.\end{array}}}
Так как мы ищем только нетривиальные решения, {\displaystyle C_{2}=0} нам не подходит, следовательно
{\displaystyle {\begin{array}{l}\sin({\sqrt {\lambda }}l)=0,\\{\sqrt {\lambda }}l=\pi n,\quad n=1,\;2,\;\ldots \\\end{array}}}
{\displaystyle \lambda _{n}=\left({\frac {\pi n}{l}}\right)^{2},\quad n=1,\;2,\;\ldots }
Отсюда
{\displaystyle X_{n}(x)=C_{n}\sin \left({\frac {\pi n}{l}}x\right),\;\quad n=1,\;2,\;\ldots }

C учетом найденных {\displaystyle \lambda }, выведем общее решение линейного дифференциального уравнения
{\displaystyle T'(t)+a^{2}\left({\frac {\pi n}{l}}\right)^{2}T(t)=0.}
Должен получиться ответ
{\displaystyle T_{n}(t)=D_{n}\exp \left(-a^{2}\left({\frac {\pi n}{l}}\right)^{2}t\right),\quad D_{n}=\mathrm {const} .}
Теперь всё готово для того, чтобы записать решение исходной задачи:
{\displaystyle u_{n}(x,\;t)=X_{n}(x)T_{n}(t)=C_{n}\sin \left({\frac {\pi n}{l}}x\right)\exp \left(-a^{2}\left({\frac {\pi n}{l}}\right)^{2}t\right),\quad n=1,\;2,\;\ldots }
В результате у нас получилось бесконечное количество частных решений уравнения. Все эти частные решения линейно независимы, то есть линейная комбинация любого количества решений равна нулю, только если все коэффициенты при них равны нулю. Поэтому логично предположить, что суммируя все частные решения по {\displaystyle n} от единицы до бесконечности, мы получим общее решение исходной задачи.
{\displaystyle u(x,\;t)=\sum \limits _{n=1}^{\infty }u_{n}(x,\;t)=\sum \limits _{n=1}^{\infty }C_{n}\sin \left({\frac {\pi n}{l}}x\right)\exp \left(-a^{2}\left({\frac {\pi n}{l}}\right)^{2}t\right).}
Осталось определить значение константы {\displaystyle C} (зависящей от {\displaystyle n}) из начального условия
{\displaystyle u(x,\;0)=\varphi (x).}
Для того, чтобы определить значение {\displaystyle C_{n}}, необходимо разложить функцию {\displaystyle \varphi (x)} в ряд Фурье:
{\displaystyle {\begin{array}{l}\varphi (x)=\sum \limits _{n=1}^{\infty }A_{n}\sin \left({\dfrac {\pi n}{l}}x\right),\\A_{n}={\dfrac {2}{l}}\displaystyle \int \limits _{0}^{l}\varphi (\xi )\sin \left({\dfrac {\pi n}{l}}\xi \right)\,d\xi .\end{array}}}
Получаем:
{\displaystyle {\begin{array}{l}u(x,\;0)=\sum \limits _{n=1}^{\infty }C_{n}\sin \left({\dfrac {\pi n}{l}}x\right)=\sum \limits _{n=1}^{\infty }A_{n}\sin \left({\dfrac {\pi n}{l}}x\right),\\C_{n}=A_{n}={\dfrac {2}{l}}\displaystyle \int \limits _{0}^{l}\varphi (\xi )\sin \left({\dfrac {\pi n}{l}}\xi \right)\,d\xi .\end{array}}}
Откуда общее решение:
{\displaystyle u(x,\;t)=\sum \limits _{n=1}^{\infty }\left({\dfrac {2}{l}}\int \limits _{0}^{l}\varphi (\xi )\sin \left({\dfrac {\pi n}{l}}\xi \right)\,d\xi \right)\sin \left({\dfrac {\pi n}{l}}x\right)\exp \left(-a^{2}\left({\dfrac {\pi n}{l}}\right)^{2}t\right).}
В курсе математической физики доказывается, что полученный ряд удовлетворяет всем условиям данной задачи, то есть функция {\displaystyle u(x,\;t)} дифференцируема (и ряд сходится равномерно), удовлетворяет уравнению в области определения и непрерывна в точках границы этой области.

#### Неоднородное уравнение теплопроводности с однородными граничными условиями
Рассмотрим следующую задачу для неоднородного уравнения:
| {\displaystyle {\begin{array}{l}u_{t}=a^{2}u_{xx}+f(x,\;t),\quad 0<x<l,\;0<t\leqslant T\\u(x,\;0)=0;\quad 0\leqslant x\leqslant l\\\left.{\begin{array}{l}u(0,\;t)=0,\\u(l,\;t)=0.\\\end{array}}\right\}\quad 0\leqslant t\leqslant T\end{array}}} |

Пусть
{\displaystyle {\begin{array}{l}u_{n}(x,\;t)=X_{n}(x)T_{n}(t),\\f_{n}(x,\;t)=X_{n}(x)F_{n}(t),\\X_{n}(x)=\sin \left({\dfrac {\pi n}{l}}x\right).\end{array}}}
Тогда, пользуясь очевидным соотношением {\displaystyle X''_{n}(x)=-\left({\frac {\pi n}{l}}\right)^{2}X_{n}(x)}, перепишем исходное уравнение как:
{\displaystyle {\begin{array}{l}X_{n}(x)T'_{n}(t)=-\left({\dfrac {\pi na}{l}}\right)^{2}X_{n}(x)T_{n}(t)+X_{n}(x)F_{n}(t),\\T'_{n}(t)=-\left({\dfrac {\pi na}{l}}\right)^{2}T_{n}(t)+F_{n}(t).\end{array}}}
Решим последнее линейное неоднородное уравнение методом вариации постоянной. Сначала найдём общее решение однородного линейного уравнения
{\displaystyle {\begin{array}{l}T'_{n}(t)=-\left({\dfrac {\pi na}{l}}\right)^{2}T_{n}(t),\\T_{n}(t)=D_{n}\exp \left(-\left({\dfrac {\pi na}{l}}\right)^{2}t\right).\end{array}}}
В общем решении заменим постоянную {\displaystyle D_{n}} на переменную {\displaystyle D_{n}(t)} и подставим в исходное уравнение.
{\displaystyle {\begin{array}{l}T_{n}(t)=D_{n}(t)\exp \left(-\left({\dfrac {\pi na}{l}}\right)^{2}t\right),\\D'_{n}(t)\exp \left(-\left({\dfrac {\pi na}{l}}\right)^{2}t\right)-\left({\dfrac {\pi na}{l}}\right)^{2}\exp \left(-\left({\dfrac {\pi na}{l}}\right)^{2}t\right)D_{n}(t)=-\left({\dfrac {\pi na}{l}}\right)^{2}\exp \left(-\left({\dfrac {\pi na}{l}}\right)^{2}t\right)D_{n}(t)+F_{n}(t),\\D'_{n}(t)\exp \left(-\left({\dfrac {\pi na}{l}}\right)^{2}t\right)=F_{n}(t),\\D_{n}(t)=\displaystyle \int F_{n}(t)\exp \left(\left({\dfrac {\pi na}{l}}\right)^{2}t\right)\,dt+A_{n},\\T_{n}(t)=A_{n}\exp \left(-\left({\dfrac {\pi na}{l}}\right)^{2}t\right)+\exp \left(-\left({\dfrac {\pi na}{l}}\right)^{2}t\right)\displaystyle \int F_{n}(t)\exp \left(\left({\dfrac {\pi na}{l}}\right)^{2}t\right)\,dt.\end{array}}}
Из начального условия получаем:
{\displaystyle {\begin{array}{l}u_{n}(x,\;0)=X_{n}(x)T_{n}(0)=0,\\T_{n}(0)=0.\end{array}}}
С учетом условия для {\displaystyle T}, получаем
{\displaystyle T_{n}(t)=\int \limits _{0}^{t}\exp \left(-\left({\frac {\pi na}{l}}\right)^{2}(t-\tau )\right)F_{n}(\tau )\,d\tau .}
Так как
{\displaystyle f_{n}(x,\;t)=X_{n}(x)F_{n}(t)=\sin \left({\frac {\pi n}{l}}x\right)F_{n}(t),}
то {\displaystyle F_{n}(t)}, очевидно, является коэффициентом ряда Фурье, и равен
{\displaystyle F_{n}(t)={\frac {2}{l}}\int \limits _{0}^{l}f(\xi ,\;t)\sin \left({\frac {\pi n}{l}}\xi \right)\,d\xi .}
В результате, общая формула такова:
{\displaystyle u(x,\;t)=\sum \limits _{n=1}^{\infty }X_{n}(x)T_{n}(t)=\sum \limits _{n=1}^{\infty }\left[\int \limits _{0}^{t}\exp \left(-\left({\frac {\pi na}{l}}\right)^{2}(t-\tau )\right)\left\{{\frac {2}{l}}\int \limits _{0}^{l}f(\xi ,\;\tau )\sin \left({\frac {\pi n}{l}}\xi \right)\,d\xi \right\}\,d\tau \right]\sin \left({\frac {\pi n}{l}}x\right).}

#### Общая первая краевая задача
Во многих случаях удаётся решить неоднородное уравнение теплопроводности с неоднородными краевыми и начальным условиями
| {\displaystyle {\begin{array}{l}u_{t}=a^{2}u_{xx}+f(x,\;t),\\u(x,\;0)=\varphi (x),\\u(0,\;t)=\mu _{1}(t),\\u(l,\;t)=\mu _{2}(t)\end{array}}} |

с помощью методов, описанных выше и следующего несложного приёма. Представим искомую функцию в виде суммы:
{\displaystyle {\begin{array}{l}u(x,\;t)={\tilde {u}}(x,\;t)+U(x,\;t),\\{\tilde {u}}(x,\;0)=u(x,\;0)-U(x,\;0)=\varphi (x)-U(x,\;0),\\{\tilde {u}}(0,\;t)=0,\\{\tilde {u}}(l,\;t)=0.\end{array}}}
Найдём функцию {\displaystyle U(x,\;t)}:
{\displaystyle {\begin{array}{l}U(x,\;t)=Ax+b,\\U(0,\;t)=b=\mu _{1}(t),\\U(l,\;t)=Al+\mu _{1}=\mu _{2}\Rightarrow A={\dfrac {\mu _{2}(t)-\mu _{1}(t)}{l}},\\U(x,\;t)={\dfrac {\mu _{2}(t)-\mu _{1}(t)}{l}}x+\mu _{1}(t).\end{array}}}
Таким образом, исходная задача свелась к следующей:
{\displaystyle {\begin{array}{l}{\tilde {u}}_{t}=a^{2}{\tilde {u}}_{xx}+f(x,\;t)-{\dfrac {\mu '_{2}(t)-\mu '_{1}(t)}{l}}x-\mu '_{1}(t),\\{\tilde {u}}(x,\;0)=\varphi (x)-{\dfrac {\mu _{2}(0)-\mu _{1}(0)}{l}}x-\mu _{1}(0),\\{\tilde {u}}(0,\;t)=0,\\{\tilde {u}}(l,\;t)=0.\end{array}}}
После того, как мы найдём функцию {\displaystyle {\tilde {u}}(x,\;t)}, искомую функцию найдём по формуле
{\displaystyle u(x,\;t)={\tilde {u}}(x,\;t)+{\frac {\mu _{2}-\mu _{1}}{l}}x+\mu _{1}.}

### На русском языке
- Петровский И. Г. Лекции об уравнениях с частными производными. — гл. IV, § 40. — Любое издание.
- Тихонов А. Н., Самарский А. А. Уравнения математической физики. — гл. III. — Любое издание.

### На английском языке
- Cannon, John Rozier (1984), The One–Dimensional Heat Equation, Encyclopedia of Mathematics and Its Applications, vol. 23 (1st ed.), Reading-Menlo Park–London–Don Mills–Sidney–Tokyo/ Cambridge–New York–New Rochelle–Melbourne–Sidney: Addison-Wesley Publishing Company/Cambridge University Press, pp. XXV+483, ISBN 978-0-521-30243-2, MR 0747979, Zbl 0567.35001.

- Crank, J.; Nicolson, P.; Hartree, D. R. (1947), A Practical Method for Numerical Evaluation of Solutions of Partial Differential Equations of the Heat-Conduction Type, Proceedings of the Cambridge Philosophical Society, 43: 50–67, Bibcode:1947PCPS...43...50C, doi:10.1017/S0305004100023197
- Einstein, Albert (1905), Über die von der molekularkinetischen Theorie der Wärme geforderte Bewegung von in ruhenden Flüssigkeiten suspendierten Teilchen, Ann. Phys. Leipzig 17, 322 (8): 549–560, Bibcode:1905AnP...322..549E, doi:10.1002/andp.19053220806
- Evans, L.C. (1998), Partial Differential Equations, American Mathematical Society, ISBN 0-8218-0772-2 {{citation}}: Неизвестный параметр |address= игнорируется (|location= предлагается) (справка)
- John, Fritz (1991), Partial Differential Equations (4th ed.), Springer, ISBN 978-0-387-90609-6
- Wilmott, P.; Howison, S.; Dewynne, J. (1995), The Mathematics of Financial Derivatives:A Student Introduction, Cambridge University Press
- Carslaw, H. S.; Jaeger, J. C. (1959), Conduction of Heat in Solids (2nd ed.), Oxford University Press, ISBN 978-0-19-853368-9
- Thambynayagam, R. K. M. (2011), The Diffusion Handbook: Applied Solutions for Engineers, McGraw-Hill Professional, ISBN 978-0-07-175184-1
- Perona, P; Malik, J. (1990), Scale-Space and Edge Detection Using Anisotropic Diffusion, IEEE Transactions on Pattern Analysis and Machine Intelligence, 12 (7): 629–639
- Unsworth, J.; Duarte, F. J. (1979), Heat diffusion in a solid sphere and Fourier Theory, Am. J. Phys., 47 (11): 891–893, Bibcode:1979AmJPh..47..981U, doi:10.1119/1.11601